# Pulney
Pulney est une commune française située dans le département de Meurthe-et-Moselle en région Grand Est.

## Géographie
Situé entre Vézelise et Mirecourt
| Fécocourt    | Dommarie-Eulmont | They-sous-Vaudemont  |
| Grimonviller | Pulney           | Gugney               |
|              | Courcelles       | Fraisnes-en-Saintois |

### Hydrographie
La commune est dans le bassin versant du Rhin au sein du bassin Rhin-Meuse. Elle est drainée par le Brenon et le ruisseau du Taha,.
Le Brénon, d'une longueur de 26 km, prend sa source dans la commune de Grimonviller et se jette  dans le Madon à Pulligny, après avoir traversé douze communes. 

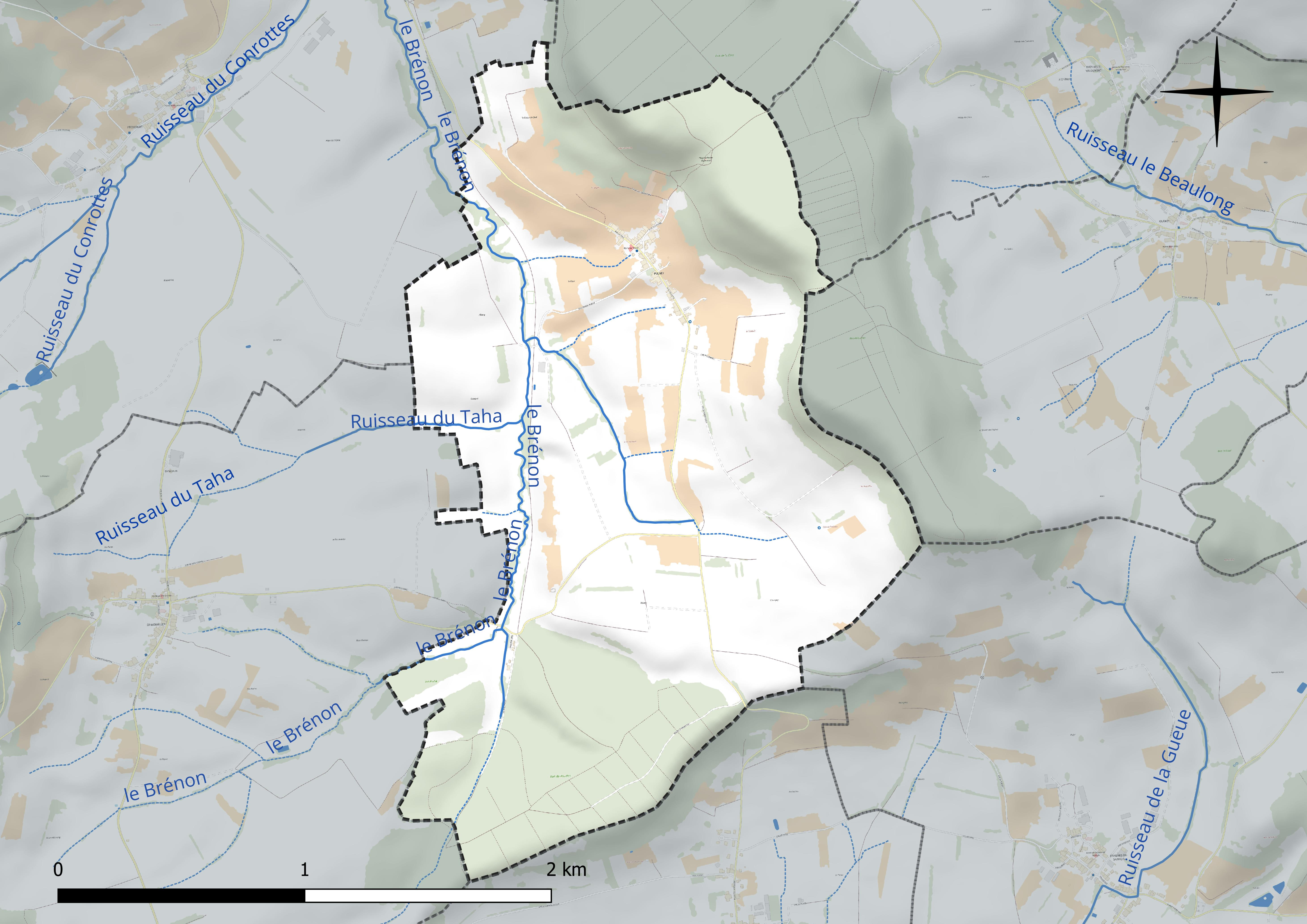
Réseau hydrographique de Pulney.

### Climat
Pour des articles plus généraux, voir Climat du Grand Est et Climat de Meurthe-et-Moselle.
En 2010, le climat de la commune est de type climat de montagne, selon une étude du Centre national de la recherche scientifique s'appuyant sur une série de données couvrant la période 1971-2000. En 2020, Météo-France publie une typologie des climats de la France métropolitaine dans laquelle la commune est dans une zone de transition entre le climat océanique altéré et le climat océanique altéré et est dans la région climatique  Lorraine, plateau de Langres, Morvan, caractérisée par un hiver rude (1,5 °C), des vents modérés et des brouillards fréquents en automne et hiver. 
Pour la période 1971-2000, la température annuelle moyenne est de 9,3 °C, avec une amplitude thermique annuelle de 16,8 °C. Le cumul annuel moyen de précipitations est de 1 148 mm, avec 12,3 jours de précipitations en janvier et 10,8 jours en juillet. Pour la période 1991-2020, la température moyenne annuelle observée sur la station météorologique de Météo-France la plus proche, « Mirecourt-inra », sur la commune de Mirecourt à 13 km à vol d'oiseau, est de 10,4 °C et le cumul annuel moyen de précipitations est de 824,3 mm. 
La température maximale relevée sur cette station est de 39,5 °C, atteinte le 25 juillet 2019 ; la température minimale est de −19,5 °C, atteinte le 20 décembre 2009,,. 
Les paramètres climatiques de la commune ont été estimés pour le milieu du siècle (2041-2070) selon différents scénarios d'émission de gaz à effet de serre à partir des nouvelles projections climatiques de référence DRIAS-2020. Ils sont consultables sur un site dédié publié par Météo-France en novembre 2022.

## Urbanisme

### Typologie
Au 1er janvier 2024, Pulney est catégorisée commune rurale à habitat dispersé, selon la nouvelle grille communale de densité à sept niveaux définie par l'Insee en 2022.
Elle est située hors unité urbaine. Par ailleurs la commune fait partie de l'aire d'attraction de Nancy, dont elle est une commune de la couronne,. Cette aire, qui regroupe 353 communes, est catégorisée dans les aires de 200 000 à moins de 700 000 habitants,.

### Occupation des sols
L'occupation des sols de la commune, telle qu'elle ressort de la base de données européenne d’occupation biophysique des sols Corine Land Cover (CLC), est marquée par l'importance des territoires agricoles (67,9 % en 2018), une proportion sensiblement équivalente à celle de 1990 (68,6 %). La répartition détaillée en 2018 est la suivante : prairies (43,4 %), forêts (31,1 %), zones agricoles hétérogènes (18,1 %), cultures permanentes (6,4 %), milieux à végétation arbustive et/ou herbacée (1 %). L'évolution de l’occupation des sols de la commune et de ses infrastructures peut être observée sur les différentes représentations cartographiques du territoire : la carte de Cassini (XVIIIe siècle), la carte d'état-major (1820-1866) et les cartes ou photos aériennes de l'IGN pour la période actuelle (1950 à aujourd'hui).

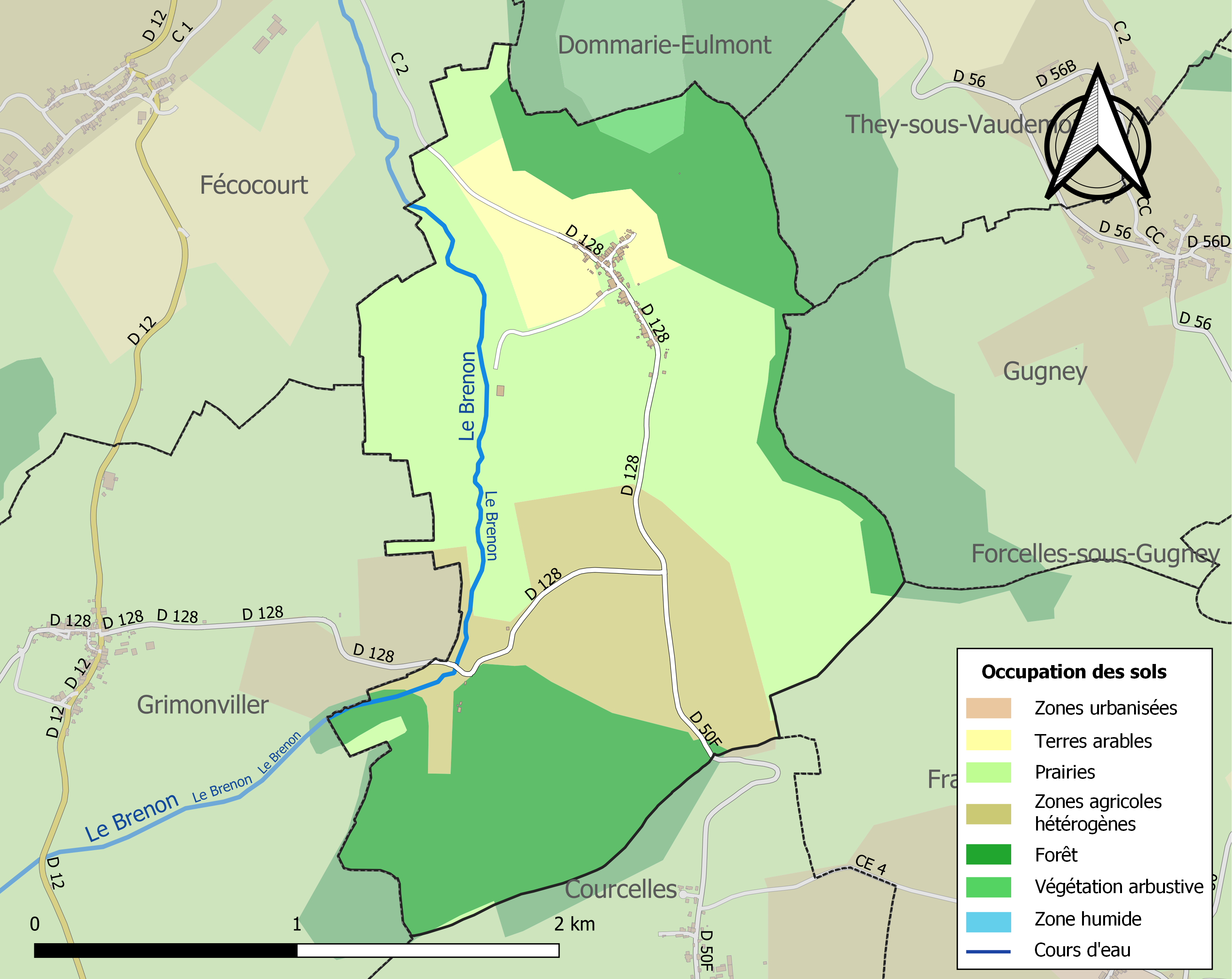
Carte des infrastructures et de l'occupation des sols de la commune en 2018 (CLC).

## Toponymie
Le nom de la localité est attesté sous les formes Purnez, Purnelz (1332) ; Purnes (1398) ; Purnei, Pugnei (1408) ; Pugney (1499) ; Pulgney (1594) ; Peulney (1600.

Pulney et Pulnoy doivent avoir la même étymologie.

## Histoire
- Présence gallo-romaine.

## Politique et administration

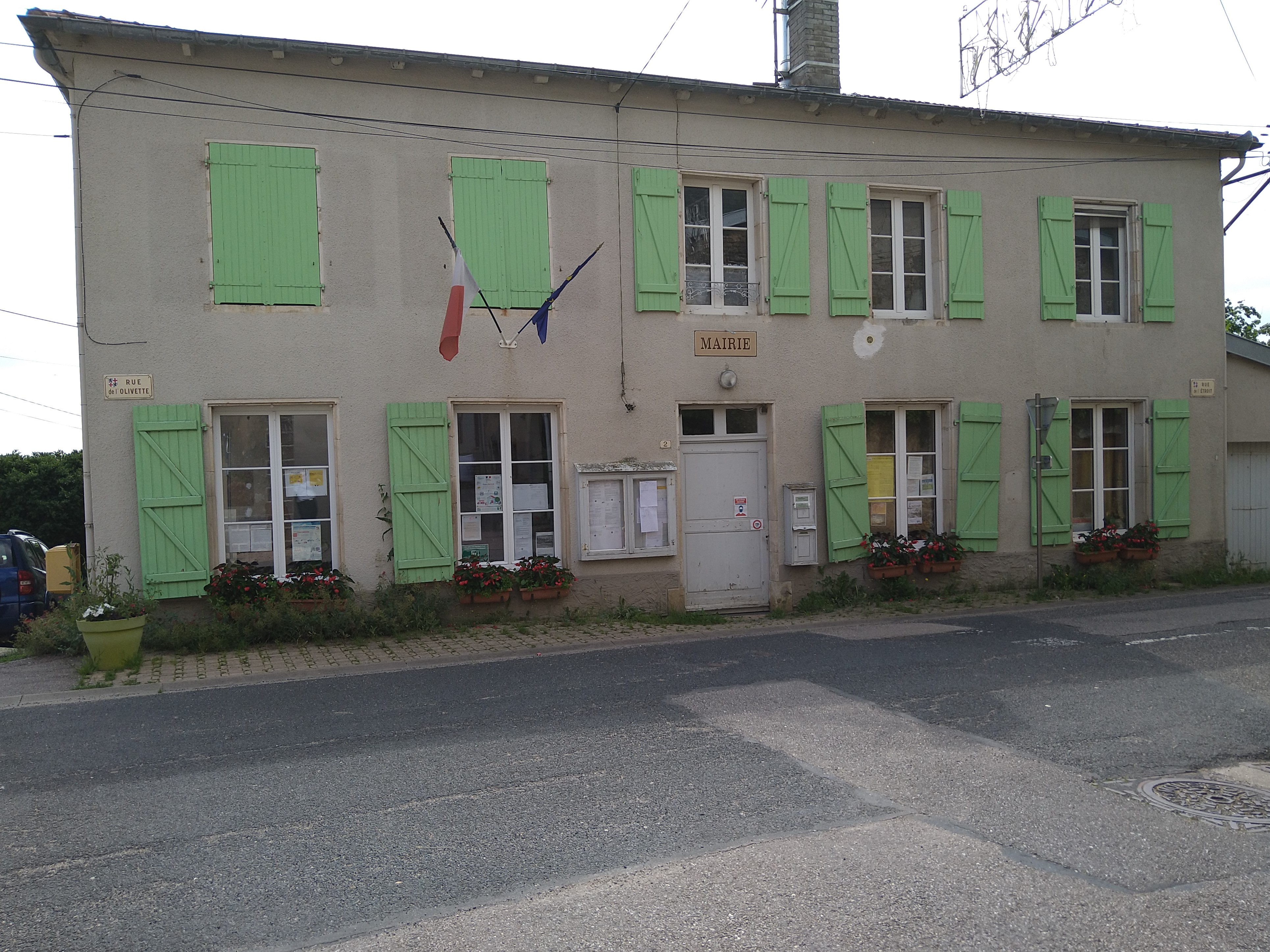
Mairie de Pulney.

| Période                                  | Période                   | Identité                                               | Étiquette | Qualité |
| ---------------------------------------- | ------------------------- | ------------------------------------------------------ | --------- | ------- |
| Les données manquantes sont à compléter. |                           |                                                        |           |         |
| mars 2001                                | En cours (au 26 mai 2020) | Jean-François Dezavelle Réélu pour le mandat 2020-2026 |           |         |

## Démographie
L'évolution du nombre d'habitants est connue à travers les recensements de la population effectués dans la commune depuis 1793. Pour les communes de moins de 10 000 habitants, une enquête de recensement portant sur toute la population est réalisée tous les cinq ans, les populations de référence des années intermédiaires étant quant à elles estimées par interpolation ou extrapolation. Pour la commune, le premier recensement exhaustif entrant dans le cadre du nouveau dispositif a été réalisé en 2005.

En 2022, la commune comptait 55 habitants, en évolution de −6,78 % par rapport à 2016 (Meurthe-et-Moselle : −0,13 %, France hors Mayotte : +2,11 %).
| 1793 | 1800 | 1806 | 1821 | 1831 | 1836 | 1841 | 1846 | 1851 |
| ---- | ---- | ---- | ---- | ---- | ---- | ---- | ---- | ---- |
| 285  | 330  | 268  | 320  | 337  | 288  | 275  | 285  | 255  |

| 1856 | 1861 | 1872 | 1876 | 1881 | 1886 | 1891 | 1896 | 1901 |
| ---- | ---- | ---- | ---- | ---- | ---- | ---- | ---- | ---- |
| 214  | 233  | 230  | 219  | 239  | 227  | 200  | 194  | 193  |

| 1906 | 1911 | 1921 | 1926 | 1931 | 1936 | 1946 | 1954 | 1962 |
| ---- | ---- | ---- | ---- | ---- | ---- | ---- | ---- | ---- |
| 200  | 187  | 166  | 164  | 145  | 133  | 126  | 116  | 106  |

| 1968 | 1975 | 1982 | 1990 | 1999 | 2005 | 2006 | 2010 | 2015 |
| ---- | ---- | ---- | ---- | ---- | ---- | ---- | ---- | ---- |
| 81   | 70   | 59   | 59   | 49   | 61   | 63   | 67   | 59   |

| 2020 | 2022 | - | - | - | - | - | - | - |
| ---- | ---- | - | - | - | - | - | - | - |
| 55   | 55   | - | - | - | - | - | - | - |

## Économie
D'après les historiens, (Grosse, Lepage) l’activité était assez florissante au XIXe siècle :«  Surf.territ. : 416 hect., dont 249 en terres arab., 116 en forêts, 27 en prés et 16 en vignes, dont les produits ne sont pas vantés.» et également modestement viticole.

### Secteur primaire ouAgriculture
Le secteur primaire comprend, outre les exploitations agricoles et les élevages, les établissements liés à l’exploitation de la forêt et les pêcheurs. D'après le recensement agricole 2010 du Ministère de l'agriculture (Agreste), la commune de Pulney était majoritairement orientée sur la production de bovins (Viande)  (auparavant production de bovins et de lait ) sur une surface agricole utilisée d'environ 99 hectares (inférieure à la surface cultivable communale) en nette diminution depuis 1988 - Le cheptel en unité de gros bétail s'est réduit de 360 à 76 entre 1988 et 2010. Il n'y avait plus que 3 exploitations agricoles ayant leur siège dans la commune employant 3 unités de travail. (10 exploitations/13 unités de travail en 1988).

## Culture locale et patrimoine

### Lieux et monuments

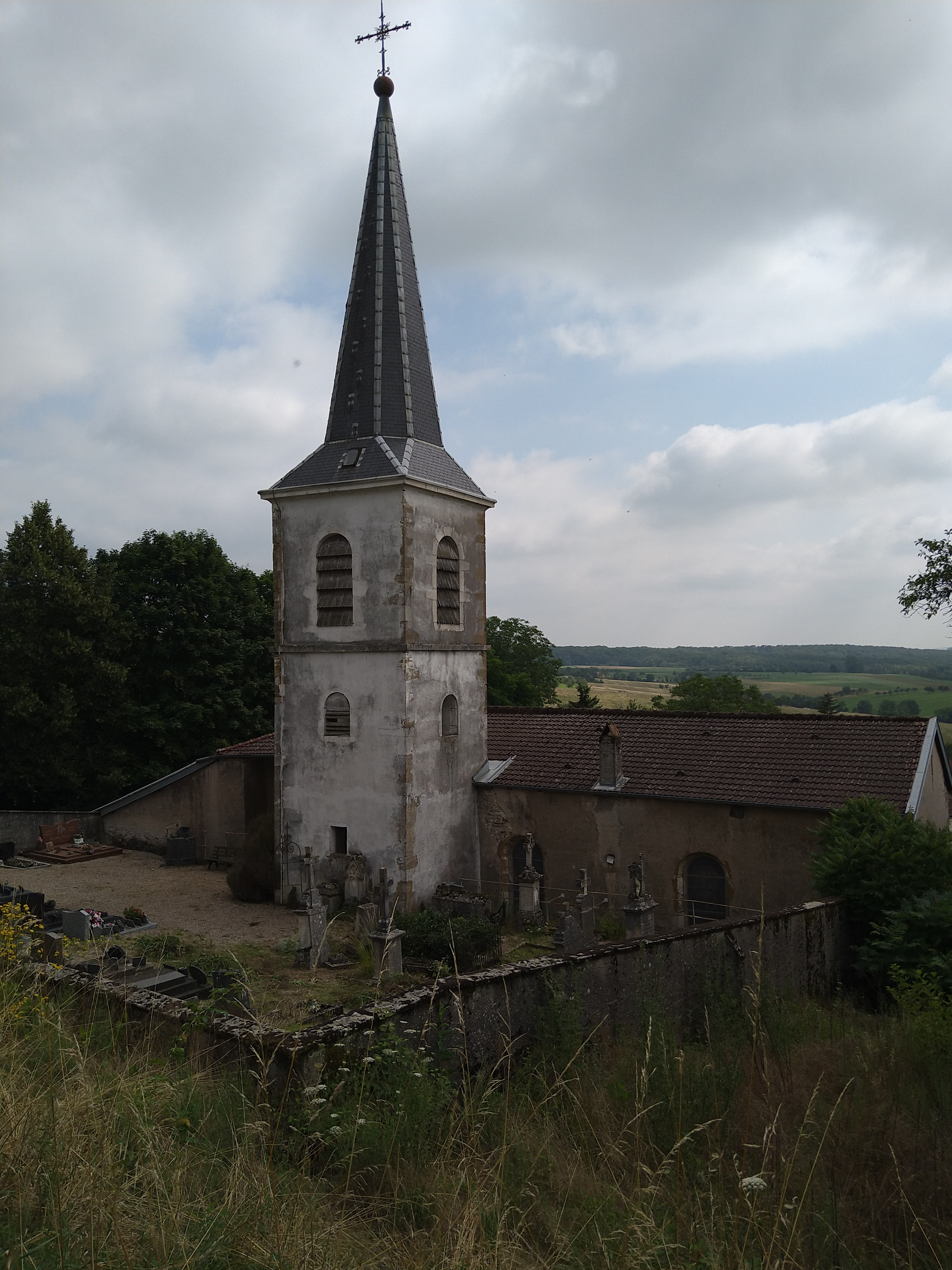
Église de la Nativité-de-la-Vierge.
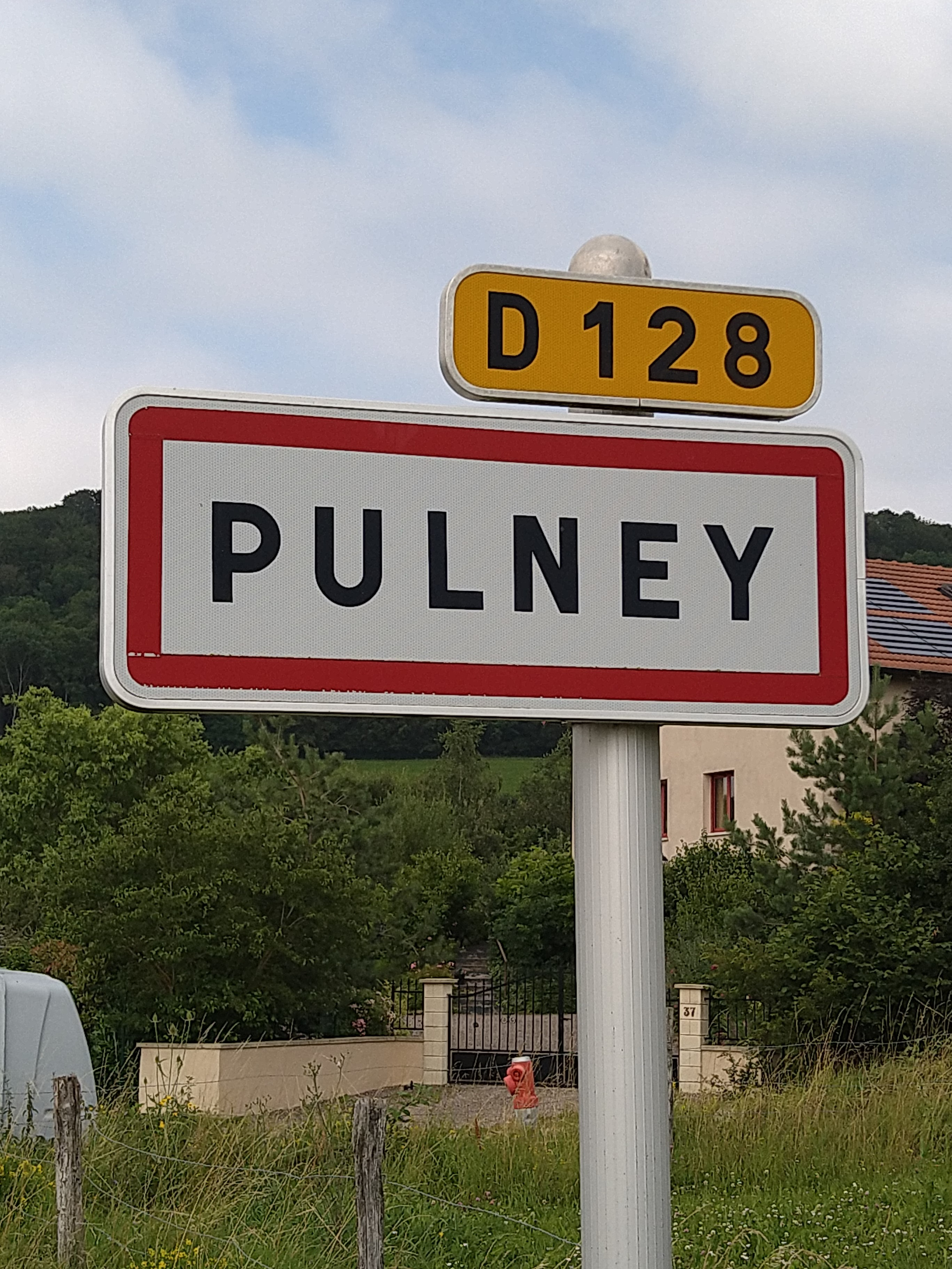
Entrée du village.
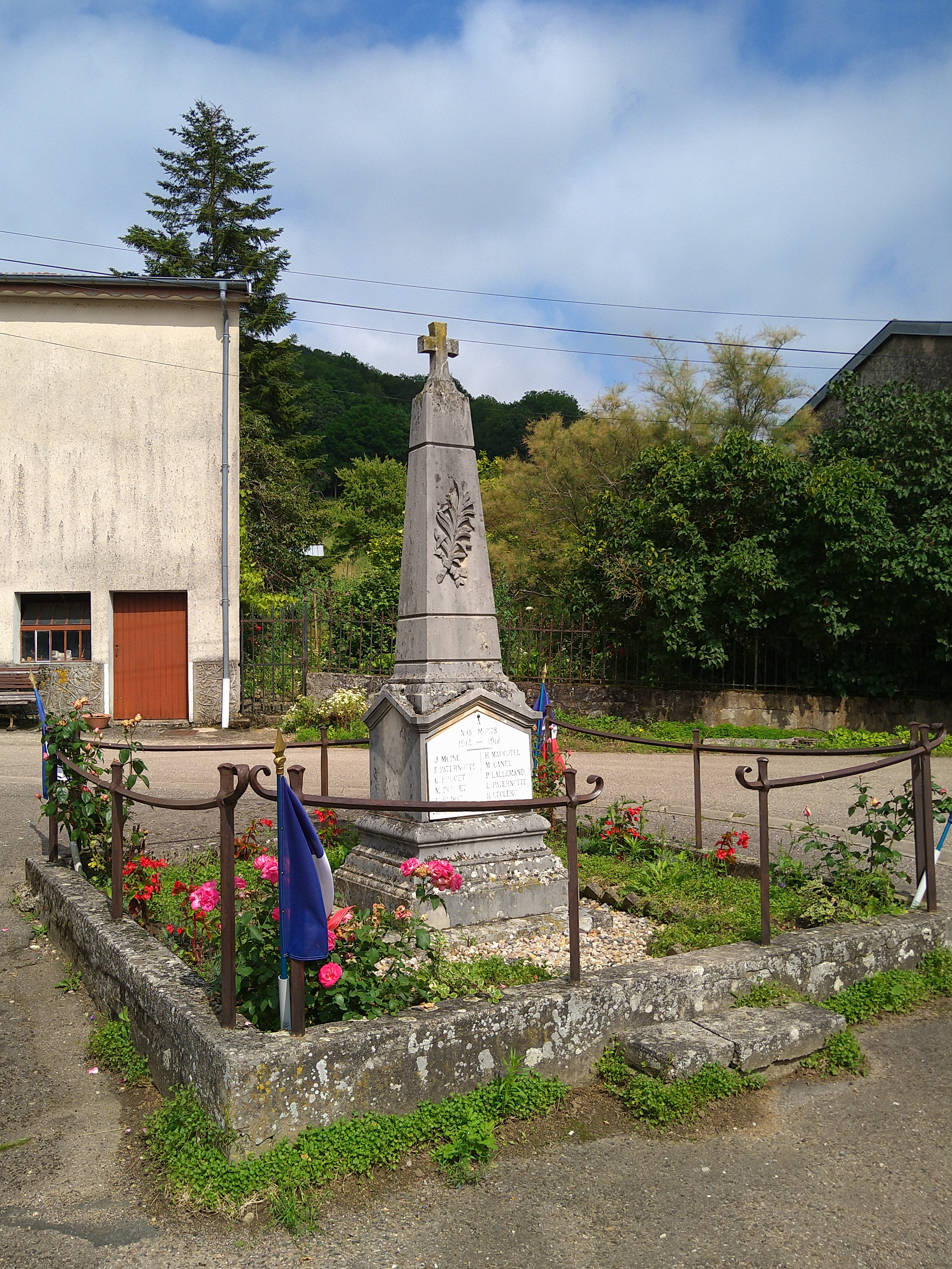
Monument aux morts.
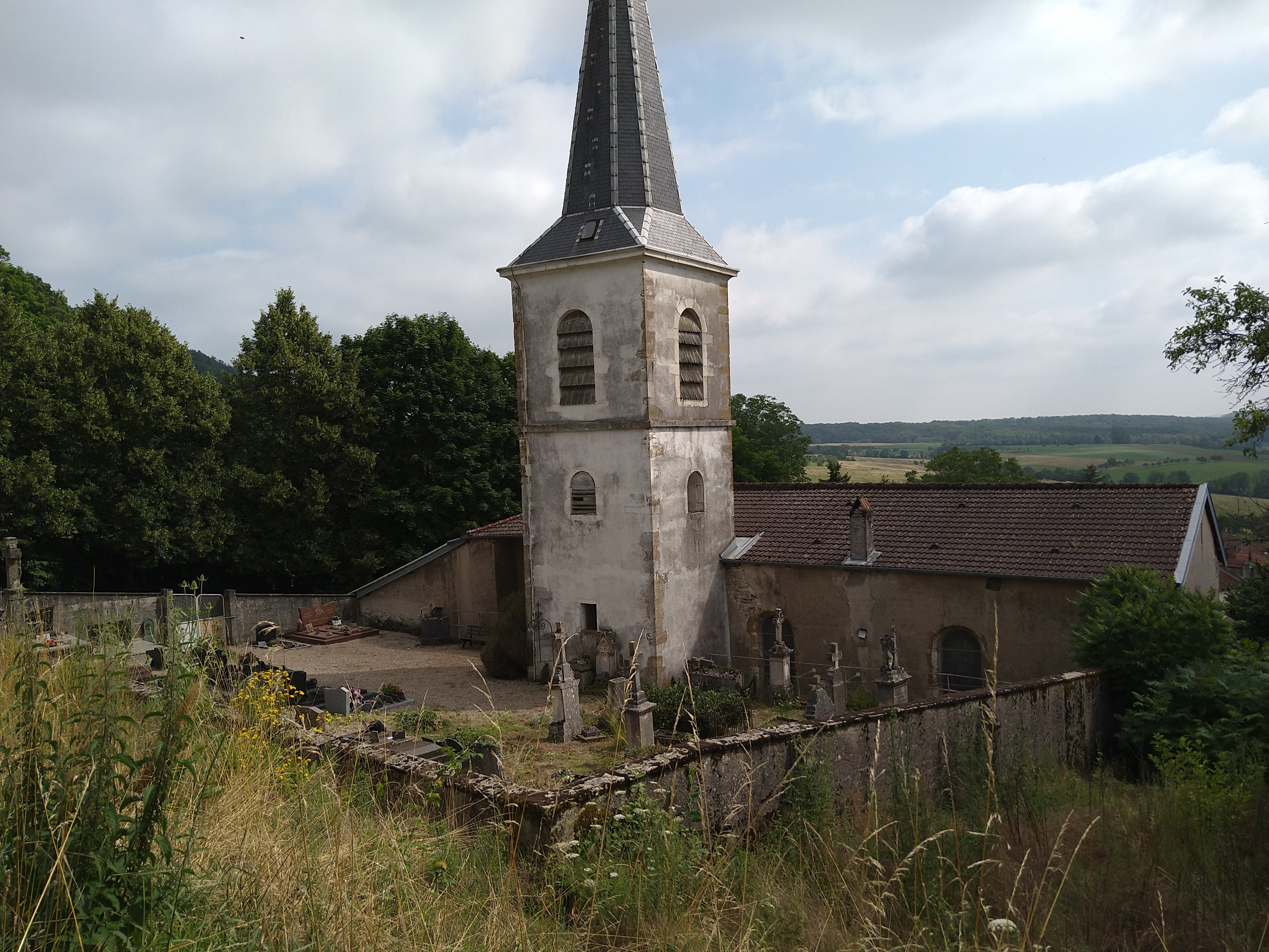
Cimetière et l'église.

.

### Édifices religieux
- Église de la Nativité-de-la-Vierge, reconstruite de la fin du XVIIIe siècle.
- Chapelle Notre-Dame-de-Bonne-Espérance du XIXe siècle, à flanc de coteau.

### Héraldique
| Blason de Pulney | Blason  | Ecartelé : aux 1 et 4, d'argent au lion de sable armé, lampassé et couronné de gueules ; aux 2 et 3, d'argent à la croix engrêlée de gueules. |
| Blason de Pulney | Détails | Le statut officiel du blason reste à déterminer.                                                                                              |